# Luigi Padovese
Luigi Padovese O.F.M.Cap. (Milaan, 31 maart 1947 – İskenderun, 3 juni 2010) was een Italiaans bisschop en Apostolisch Vicaris van Anatolië.

## Levensloop
Padovese sloot zich in 1965 aan bij de minderbroeders kapucijnen en werd in 1973 tot priester gewijd, later studeerde hij aan de Pauselijke Antonianum Universiteit en de Pauselijke Universiteit Gregoriana. Hij werd professor Patristiek aan de Pauselijke Universiteit Antonianum en gedurende zestien jaar leidde hij het geestelijke instituut van deze universiteit. Hij zetelde ook in de raad van bestuur van de Pauselijke Gregoriaanse Universiteit en de Pauselijke Academie voor het Leven. Hij werd gewijd tot bisschop en apostolisch vicaris van Anatolië in 2004. Hij was ook de voorzitter van Caritas Turkije.

## Dood
Bisschop Padovese werd in zijn zomerresidentie in Zuid-Turkije neergestoken door zijn chauffeur en overleed wat later op weg naar een ziekenhuis in de stad Iskenderun. De moordenaar zou Allahoe Akbar geroepen hebben toen hij zijn aanval inzette. De man werd opgepakt door de Turkse politie.